# 綾村切人
綾村 切人（あやむら きりひと、1973年9月3日 - ）は、日本の漫画家。
2004年、『コミックバーズ』掲載の『鎌鼬殺人事件』によりデビュー。同年『パラホラ』によりアフタヌーン四季賞の四季賞を受賞。
流麗な線による耽美な絵柄と、レンズを通して見たような美麗な歪みと奥行きを加えた背景が特徴。また近年の漫画家としては珍しく、作画にはスクリーントーンを全くといっていいほど使わずに、布の透けた向こう側や影のコントラストなどもすべてペンのみで表現するペン技術を持っている。

## 作品リスト
- 鎌鼬殺人事件（2004年、コミックバーズ、幻冬舎コミックス）
- パラホラ（2005年、月刊アフタヌーン、講談社）
- 親指さがし（2005年、コミックバーズ、幻冬舎コミックス）山田悠介原作
- RED GARDEN（2006年 - 2009年、コミックバーズ、幻冬舎コミックス）GONZO原作
- デビルサマナー 葛葉ライドウ対コドクノマレビト（2009年 - 2012年、ファミ通コミッククリア、エンターブレイン）金子一馬原作、山井一千 (ATLUS) 監修、真壁太陽、原田庵十 (RA-SEN) 脚本
- イヌカイ×トライヴ（2014年 - 2016年、ガンガンONLINE、スクウェア・エニックス）原田庵十作
- リビルドワールド（2019年 - 、電撃マオウ、KADOKAWA）ナフセ原作